# Euphorbia vajravelui
Euphorbia vajravelui är en törelväxtart som beskrevs av M.S. Binojkumar och Nambiyath Puthansurayil Balakrishnan. Euphorbia vajravelui ingår i släktet törlar, och familjen törelväxter. IUCN kategoriserar arten globalt som sårbar. Inga underarter finns listade i Catalogue of Life.